# Закохані невротики
«Закохані невротики» (фр. Les émotifs anonymes) — французька комедійна мелодрама 2010 року.

## Зміст
Анжеліка – дуже сором'язлива дівчина. Вона настільки сором'язлива, що на сеансах психотерапевта серед таких же пацієнтів непритомніє, коли до неї надходить черга щось сказати про себе. Жан-Рене – зрілий чоловік і власник шоколадної фабрики, яка ось-ось збанкрутує. Він теж сором’язливий. Настільки сором'язливий, що просте завдання його психотерапевта – запросити на вечерю когось, здається йому надскладним подвигом. Анжеліка – шоколадниця найвищої кваліфікації, прийшла влаштуватися на фабрику і вразила Жана-Рене тонким розумінням суті шоколадної справи. Для обох шоколад виявився єдиною темою, у якій їхня сором'язливість якось зникає...